# Polisaccaride O-metiltransferasi
La polisaccaride O-metiltransferasi è un enzima appartenente alla classe delle transferasi, che catalizza la seguente reazione:
S-adenosil-L-metionina + 1,4-α-D-glucooligosaccaride ⇄ S-adenosil-L-omocisteina + oligosaccaride che contiene unità di 6-metil-D-glucosio